# Enzenberg (Adelsgeschlecht)

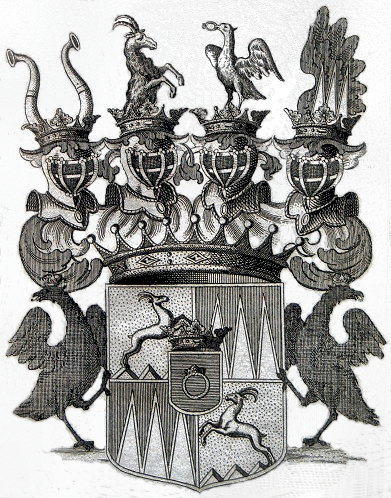
Wappen der Reichsgrafen von Enzenberg zum Freien- und Jöchelsthurn 1764

Die Reichsgrafen von Enzenberg zum Freien- und Jöchelsthurn sind ein Tiroler Adelsgeschlecht.

## Geschichte
Die Enzenberg sind ein Tiroler Adelsgeschlecht, welches man früher fälschlicherweise für einen Zweig der alten schwäbischen Familie von Enzberg nahm.
Eberhard Enzenberg, 1481 erstmals urkundlich erwähnt, gilt als Stammvater der Tiroler Familie. Er erhielt am 9. Juli 1495 die Bestätigung seines alten Adels durch Maximilian I. und leistete diesem im Schweizerkrieg 1498 treue Dienste, machte sich später zu Klausen ansässig, vermählte sich mit Christina Gremsin v. Gremsen aus dem Pustertal und nahm mit kaiserlicher Erlaubnis deren Wappen, in Gold eine Gämse, an.
Sein Enkel Georg brachte 1578 durch Kauf den Hof Freienthurn bei Mühlbach (Südtirol) an sich und wurde von Erzherzog Ferdinand II. am 16. Dezember 1578 zu Innsbruck in den Adelsstand mit dem Namen von Enzenberg zum Freyen|thurm, und zwar unter Bestätigung des angestammten Wappens und mit Eröffnung des Helms desselben, erhoben.
Die beiden Söhne desselben, Michael und Ananias stifteten zwei besondere Linien, die ältere und jüngere, von welchen letztere bald wieder erlosch, erstere aber dauernd fortblühte.
Michaels Sohn, Georg, wurde am 27. Dezember 1628 in den Reichsritterstand versetzt, wobei eine Vermehrung des Wappens mit den drei silbernen Spitzen in Rot stattfand und der Sohn desselben, Franz, erhielt am 14. Juli 1671 den Reichsfreiherrnstand mit der Erlaubnis, sich von Enzenberg zum Freyen- und Jöchelsthurm nennen und schreiben zu dürfen, da sein Vater, Georg, zu dem Besitztum der Familie, dem Hof Freyenthurm, hinzu auch den Jöchelsthurm gekauft hatte. Bei dieser Erhebung in den Freiherrenstand wurde dem Wappen ein Mittelschild mit dem Wappenbild der schwäbischen Enzberge zugesetzt. Er hatte zwei Söhne, Christoph und Ferdinand.
Der Enkel Christophs, Cassian Ignaz Bonaventura (* 14. Juli 1709; † 18. September 1772), erhielt von Kaiser Franz I. am 4. April 1746 die Reichsgrafenwürde. Dieser vermählte sich am 31. Mai 1746 mit Gräfin Schack von Schackeburg, (* 15. September 1707, † 7. Dezember 1788).
Als die Mühlbacher Linie der Enzenberg ausstarb, verkauften die Erben den Ansitz Freienthurn 1790. Der Ansitz Jöchelsthurn verblieb im Besitz der Familie. Franz Josef von Enzenberg (1747–1821) war ein Patensohn Maria Theresias, heiratete eine ihrer Hofdamen und wurde 1781 Obersthofmeister ihrer Tochter Maria Anna und nach deren Tod 1789 Appellationsgerichtpräsident. Als Landsitz erbaute er sich um 1810 das Obere Schloss Singen auf einem Besitz seiner Frau.
Durch die Heirat des Grafen Franz III. von Enzenberg mit Gräfin Ottilia von Tannenberg kamen 1847 zahlreiche Nord- und Südtiroler Besitzungen an die Familie, die ihr bis heute gehören.
Georg Graf Enzenberg (* 1926; † 2016) adoptierte die Söhne seiner Schwester Antonie Gräfin Goëss und vererbte ihnen Schloss Tratzberg, die Ansitze Manincor und Campan in Kaltern, Liebeneich in Terlan, Gassegg, Jöchlsthurn usw.

## Wappen

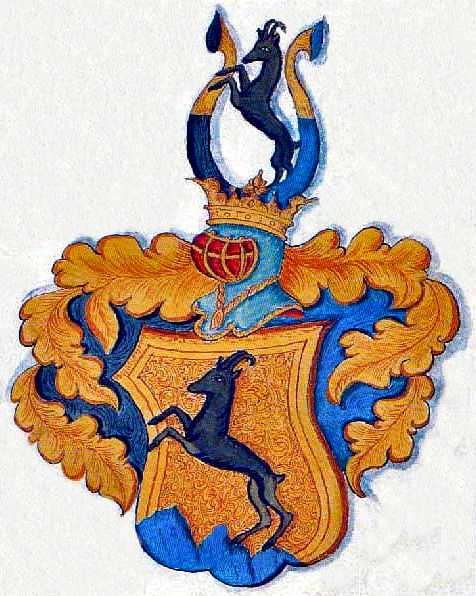
Wappen für Georg Enzenberg von Freienthurm 1578

1628: Schild geviert mit Mittelschild. Im gekrönten blauen Mittelschild ein goldener, oben mit einem Rubin besetzter Ring: 1 und 4 in Gold eine auf drei Bergen einwärts aufspringende Gämse (Grenns v. Grensen) und 2 und 3 in Rot drei aufrechtstehende, bis an den Feldesrand reichende, neben einander stehende, silberne Spitzen (Wappenvermehrung von 1628). Das Wappenschild der schwäbischen Enzenberge ist bei Erhebung in den Freiherrnstand 1670 ins Wappen gekommen.
1764: Schild mit Mittelschild. Im gekrönten Mittelschild in Blau ein güldener, mit einem Rubinstein gefasster Ring. 1 und 4 in Gold eine auf drei blauen Bergen (schwäbische Enzberge) einwärtsspringende Gämse von natürlicher Farbe. 1 und 3 in Rot drei aufrechtstehende, bis an den Schildrand reichende silberne Spitzen. Auf der Grafenkrone vier gekrönte Helme. Aus dem rechten Helm erheben sich zwei Büffelshörner, von denen das rechte von Gold und Schwarz, das linke von Gold und Blau quergeteilt ist; aus dem zweiten wächst eine linksgekehrte Gämse empor; der dritte trägt einen rechtssehenden goldenen Sperber, welcher den Ring des Mittelschildes im Schnabel hält (nach Einigen auf drei blauen Bergen), und auf dem linken Helm steht ein roter Adlersflügel, auf welchem sich die drei Spitzen des 2. und 3. Feldes wiederholen. Die Decken des rechten Helms sind schwarz und golden, die der übrigen rot und silbern, und den Schild halten zwei schwarze, auswärtssehende, gekrönte Adler.

## Archiv und Bibliothek
Das ehemalige Wohnhaus und heutige Sommerdomizil der Grafen Enzenberg in Steinhaus, der Ansitz Gassegg, beherbergt das bedeutsame Bergbauarchiv des Ahrner Handels und Teile der historischen Bibliothek. Ein bei Daniel Paur in Innsbruck gedrucktes Exemplar der New Reformierten Landts=Ordnung der Fürstlichen Grafschafft Tyrol von 1603, die auf der bereits 1573 von Erzherzog Ferdinand II. von Tirol erlassenen Tiroler Landes- und Polizeiordnung fußt, wurde 2017 dem Stadtarchiv Bozen geschenksweise überlassen.

## Persönlichkeiten aus der Familie

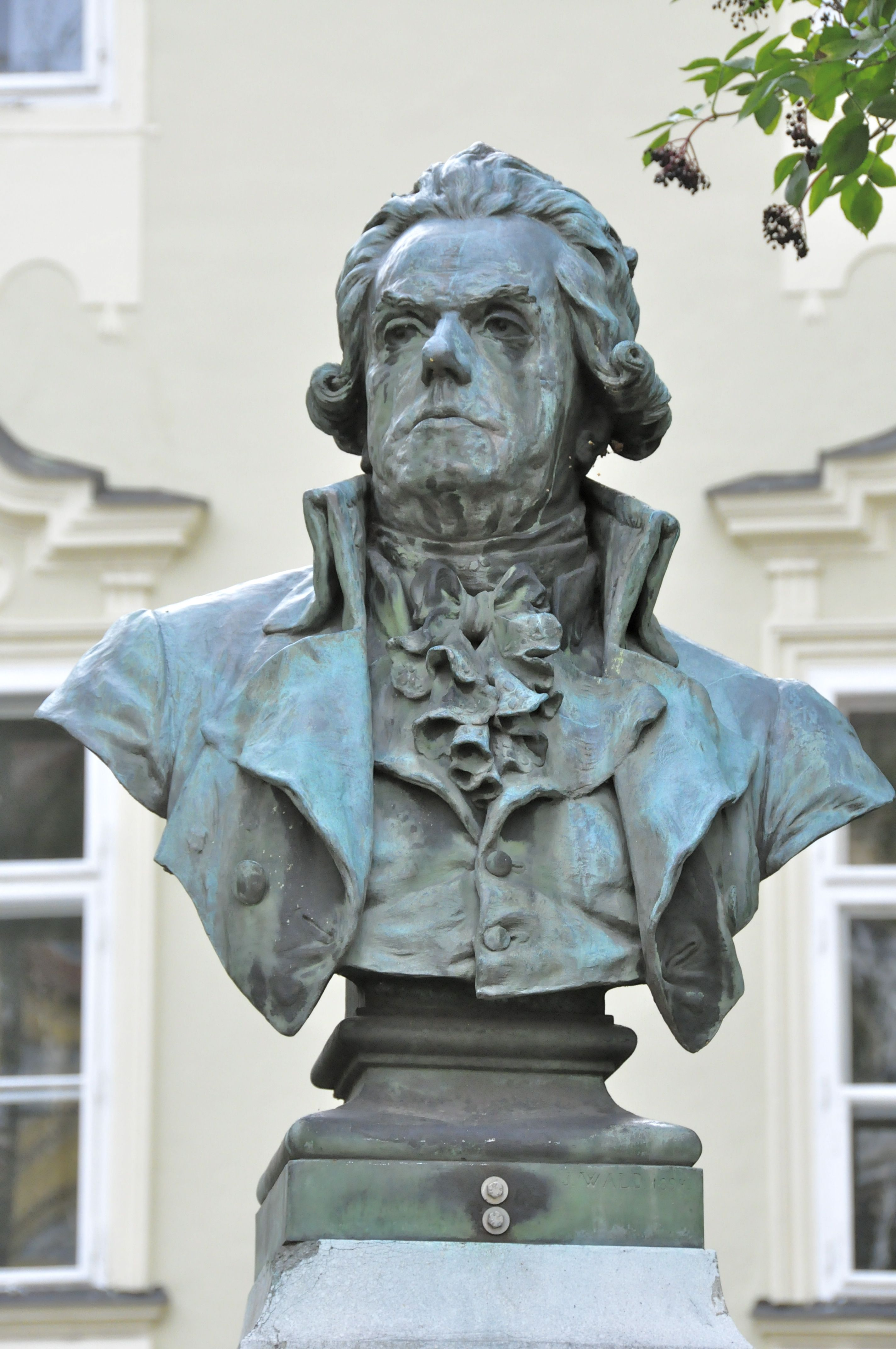
Franz Josef Graf von Enzenberg (Denkmal in Klagenfurt)

- Ignaz Kassian Bonaventura von Enzenberg (* 14. Juli 1709 in Brixen; † 18. September 1772 in Untermais bei Meran), Oberamtspfleger und Hofkammerrat
- Karl Freiherr von Enzenberg  (* 1725; † 18. Mai 1810) war kaiserlicher General (Feldmarschallleutnant am 29. März 1789) und zwischen 1778 und 1786 Statthalter sowie Militärverwalter der Bukowina
- Sigmund Parzifal von Enzenberg (* 13. Dezember 1755; † 9. Januar 1835), Feldmarschall-Lieutenant
- Franz Josef von Enzenberg (* 8. Mai 1747 in Bozen; † 24. Juli 1821 in Singen (Hohentwiel)), Obersthofmeister von Erzherzogin Maria Anna, Ehrenbürger von Klagenfurt
- Hubert von Enzenberg (* 1838; † 1922), Gründungsobmann der Tiroler Kaiserjäger Schwaz und Präsident des Tiroler Forstvereins
- Arthur von Enzenberg (* 27. Juli 1841 in Innsbruck; † 4. Januar 1925 ebenda), Sektionschef im Ministerium für Kultus und Unterricht. Er vermachte seine Münzsammlung im Wert von 60 Millionen Kronen dem Tiroler Landesmuseum Ferdinandeum.
- Carina von Enzenberg (* 22. September 1964 in Erlangen), deutsche Übersetzerin

## Besitztümer
- Der Ansitz Freienthurn in Mühlbach (Südtirol) wurde 1578 von den Enzenberg erworben und blieb bis 1790 im Besitz der Familie. Er beherbergt heute die katholische Schule Herz-Jesu-Institut (Mühlbach).
- Der Ansitz Jöchlsthurn in Sterzing ging aus einem mittelalterlichen Stadtturm hervor, wurde 1600 von den Enzenberg erworben und ist noch heute in ihrem Besitz.
- Das Schloss Tratzberg bei Stans im Inntal kam 1847 durch Heirat der Gräfin Ottilia von Tannenberg (deren Familie es 1731 erworben hatte) mit Franz Graf Enzenberg in den Besitz der Familie. Die Eheleute ließen das recht verwahrloste Schloss bis 1879 komplett wiederherstellen und die Einrichtung ergänzen. Seit 1992 ist es im Besitz von Ulrich Graf Goëss-Enzenberg.
- Der Ansitz Campan in Kaltern kam 1698 an die Grafen Tannenberg und 1847 an die Enzenberg. Er dient der Familie als Wohnsitz.
- Der Ansitz Manincor in Kaltern wurde 1608 erbaut. Seit 1978 gehört er den Grafen Enzenberg. Er ist mit 50 Hektar Rebflächen das derzeit größte Weingut Südtirols und wird von Michael Graf Goëss-Enzenberg bewirtschaftet.
- Das Palais Enzenberg in Schwaz wurde 1515 von Veit Jakob Tänzel für die Grafen Tannenberg erbaut und ging 1846 auf dem Erbweg an die Grafen Enzenberg über. Es musste nach Bombardierung im Dezember 1944 in den Jahren 1966–68 teilweise wieder aufgebaut werden und ist noch im Familienbesitz.
- Seit 1733 ist die Burgruine Neuhaus sowie der Ansitz Liebeneich in Terlan im Besitz der Tannenberg und Enzenberg. Hugo Graf Enzenberg sicherte 1883 den Neuhauser Bergfried vor dem Verfall. Georg Graf Enzenberg ließ die gesamte Anlage 1990–1996 restaurieren.[6]
- In Pill befinden sich noch der Plankenhof und der Tannauerhof im Besitz der Familie Enzenberg.
- 1910 erwarb Anton Graf Enzenberg Schloss Boymont. Die Ruine über der Ortschaft Missian wurde 1977 veräußert.
- Von 1911 bis 2016 war die für die Tiroler Landesgeschichte bedeutende Burg Hocheppan in Südtirol im Besitz des Geschlechts, wurde mit viel Aufwand erhalten und zu einem beliebten Ausflugsziel gemacht. Inzwischen ist die Burg und der 50 Meter unterhalb liegende Kreideturm im Besitz der Gemeinde.
- Die bergbaukundliche Sammlung der Grafen von Enzenberg ist als Leihgabe an das Land Südtirol im Kornkasten in Steinhaus (Gemeinde Ahrntal), als Bestandteil des Südtiroler Bergbaumuseums zu sehen. Ihr ursprünglicher Standort, der Ansitz Gassegg, war 1690 als Verwaltungszentrum des Prettauer Kupferbergwerks für die Gewerken (Inhaber) aus den Familien Sternbach und Tannenberg eingerichtet worden und dient heute der gräflich-enzenbergischen Forstverwaltung.

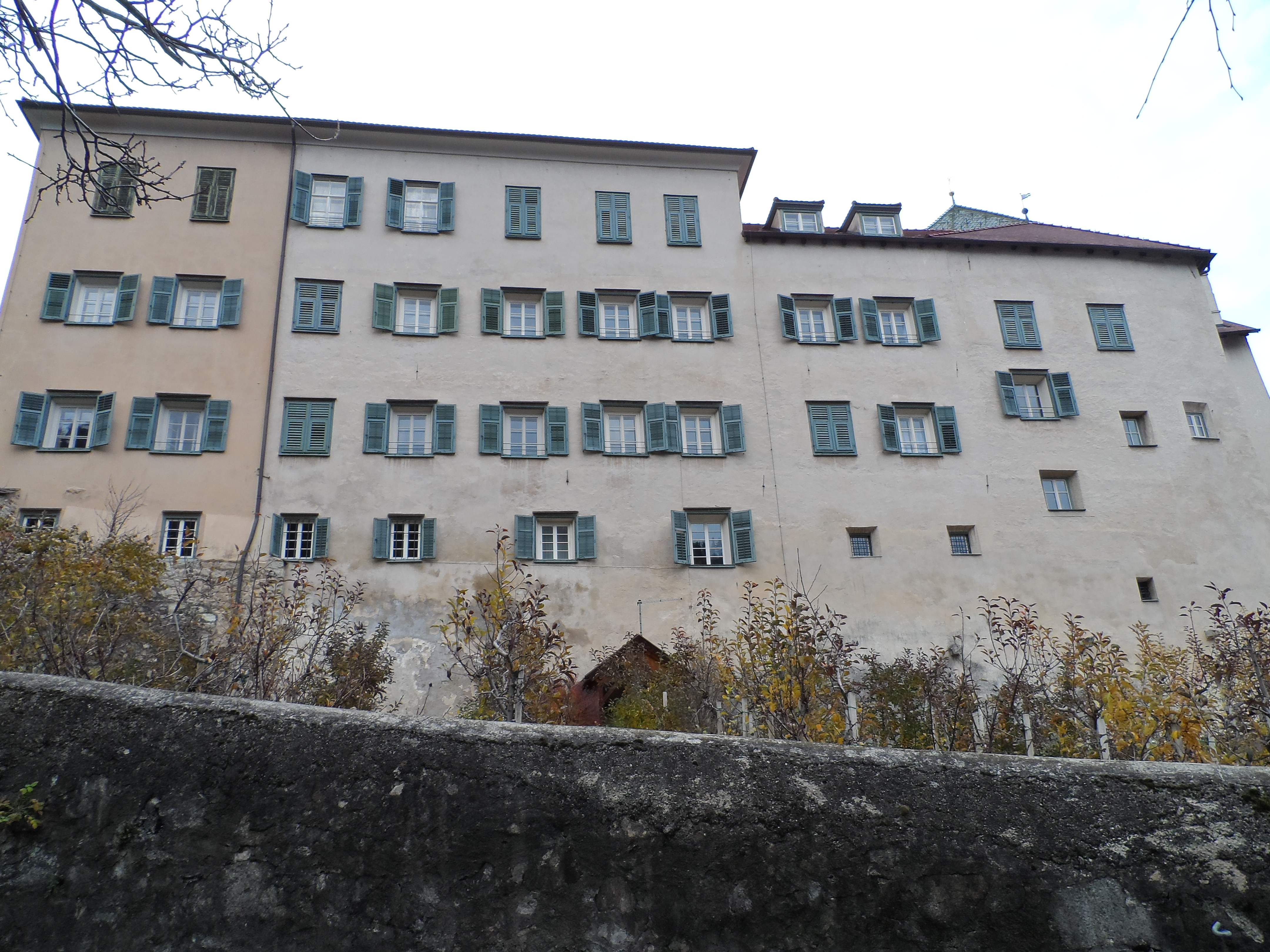
Der Ansitz Freienthurn in Mühlbach (Südtirol)
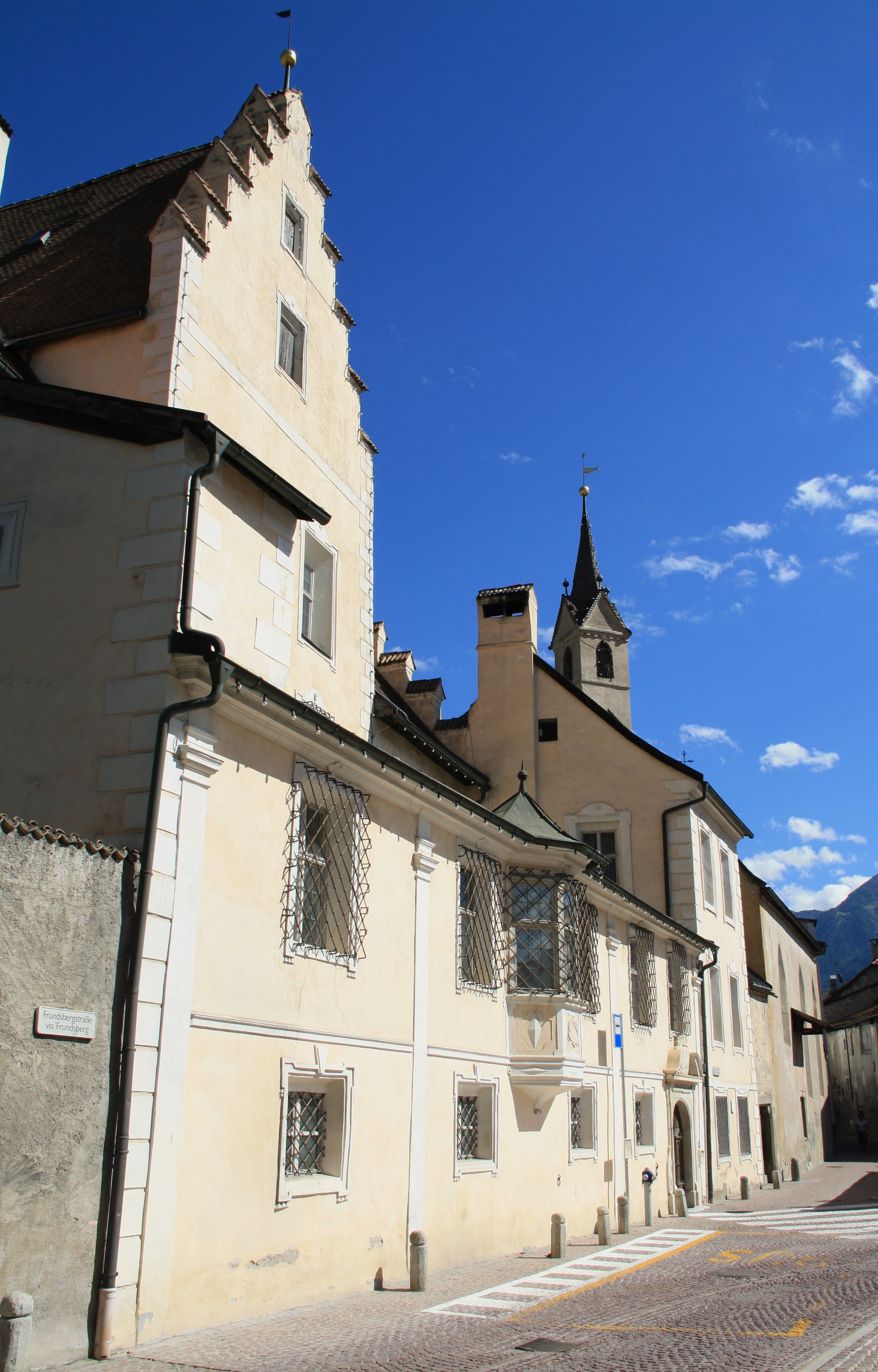
Der Ansitz Jöchlsthurn in Sterzing
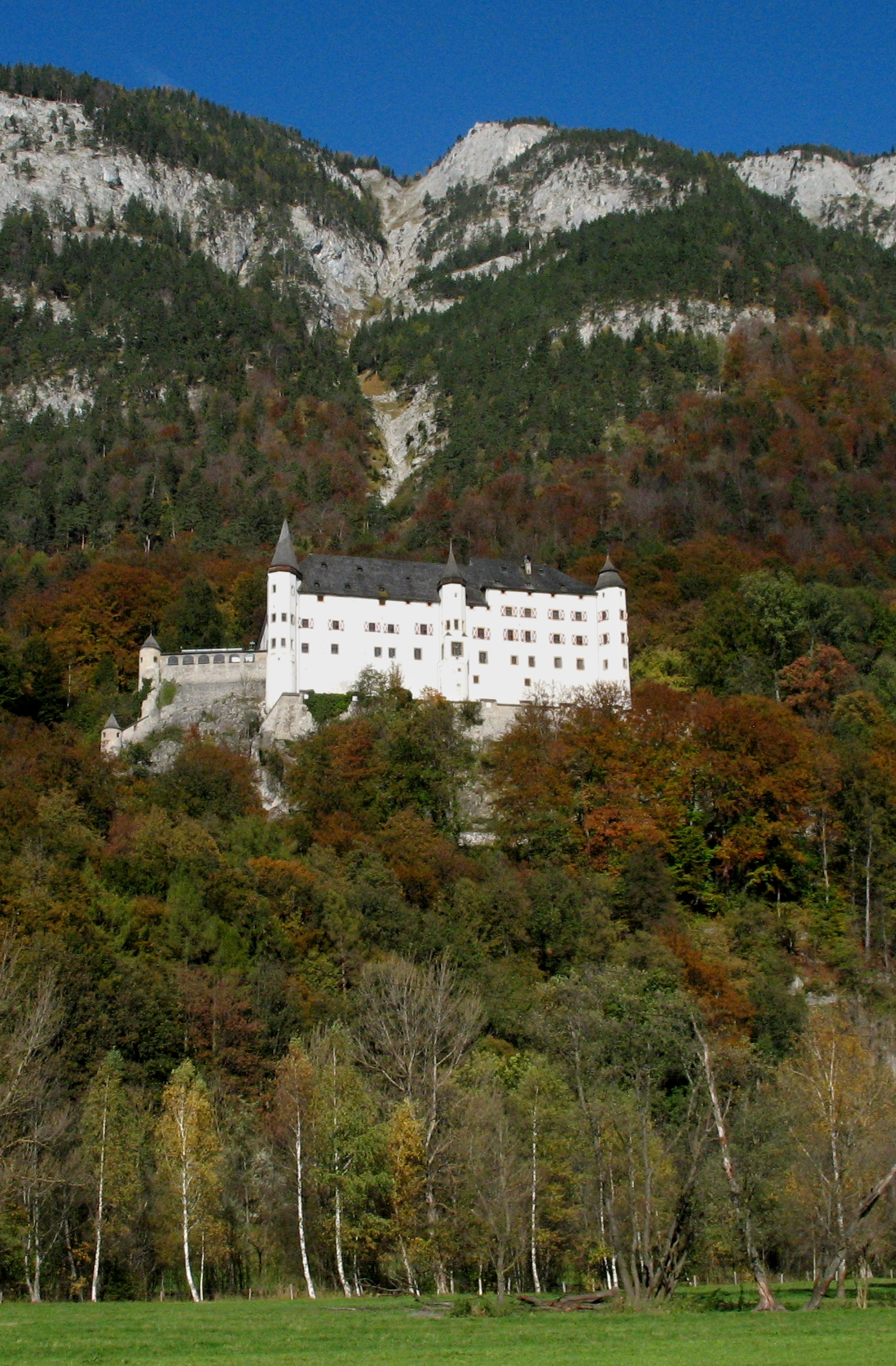
Schloss Tratzberg
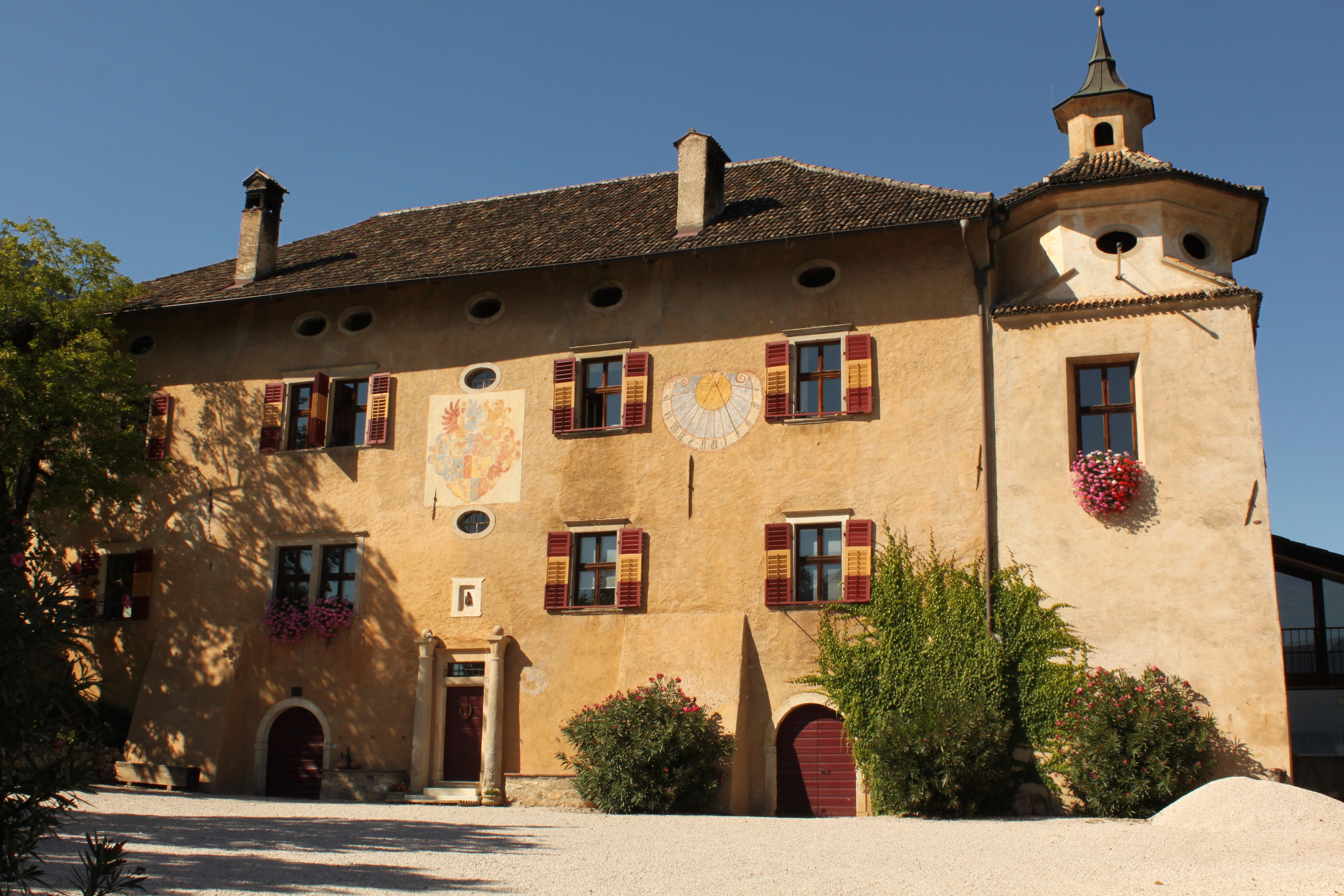
Ansitz Manincor in Kaltern
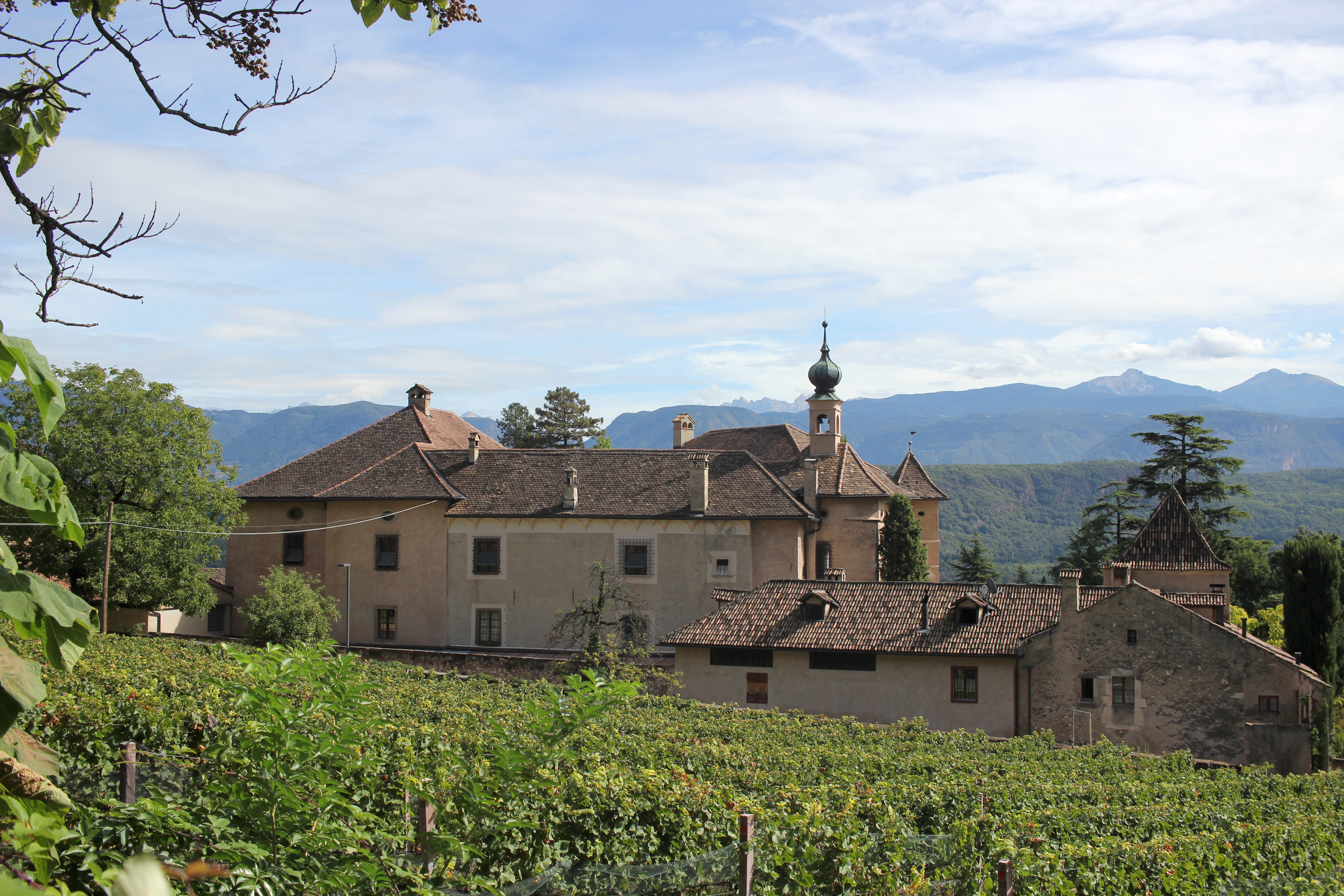
Ansitz Campan in Kaltern
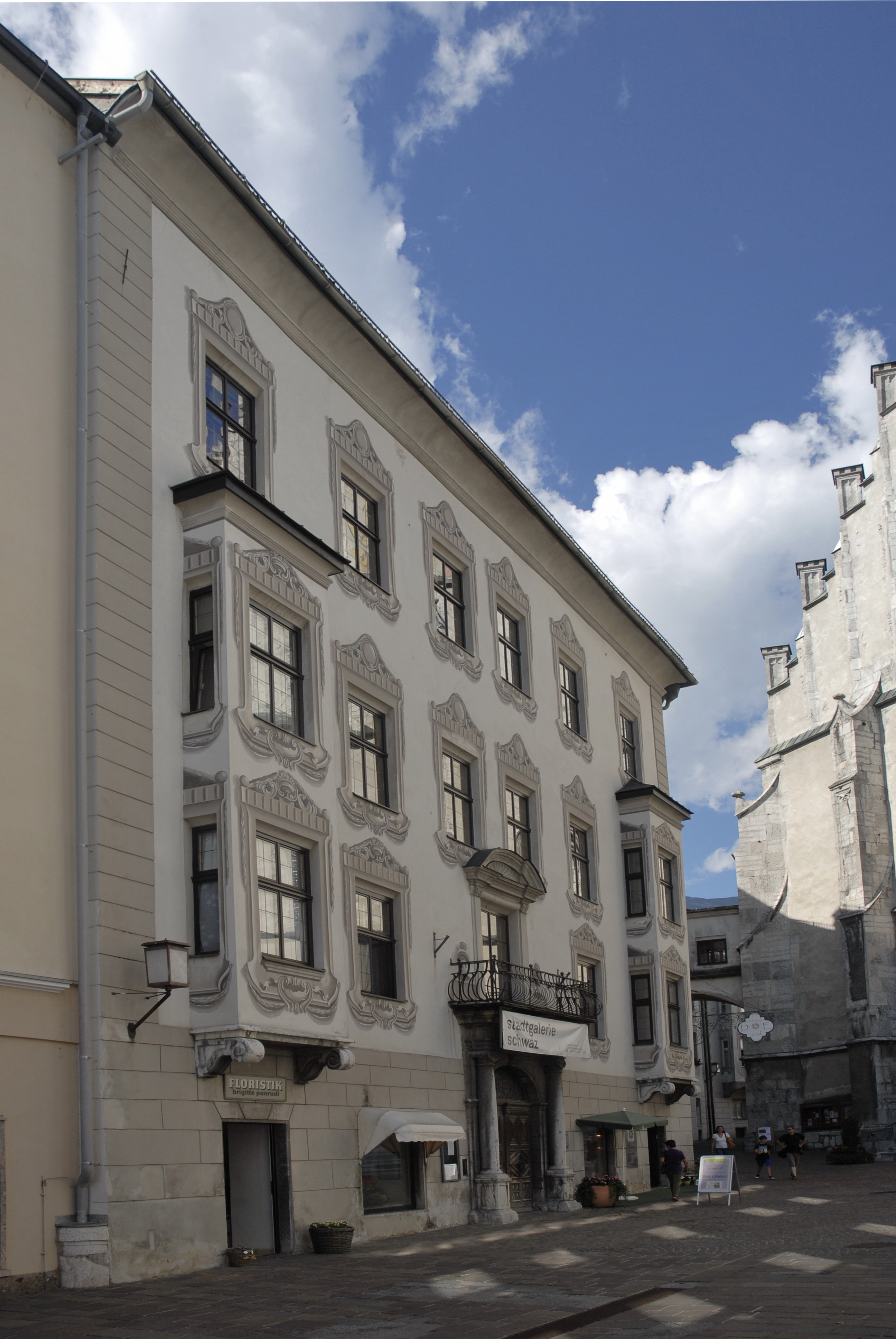
Palais Enzenberg in Schwaz
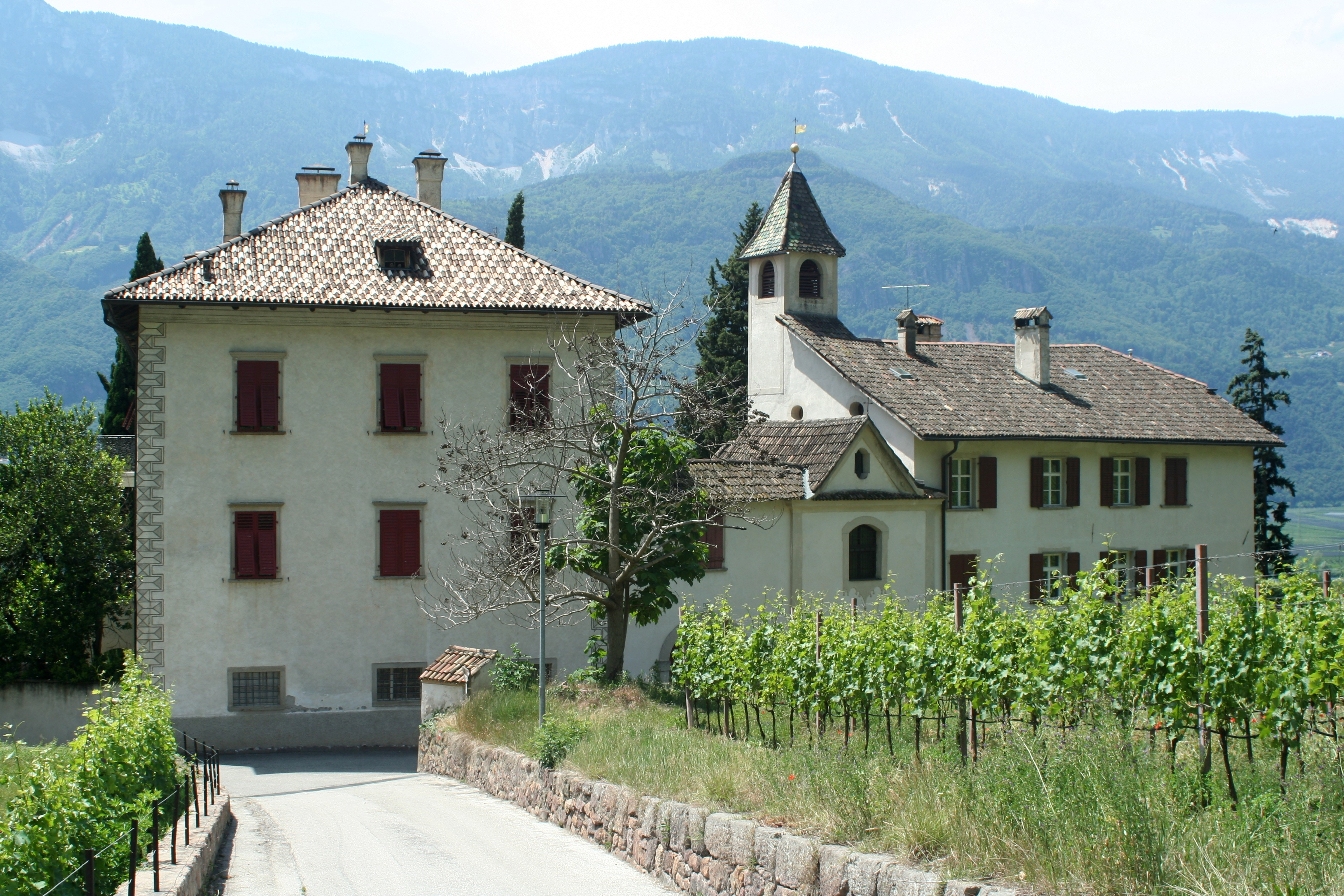
Ansitz Liebeneich in Terlan
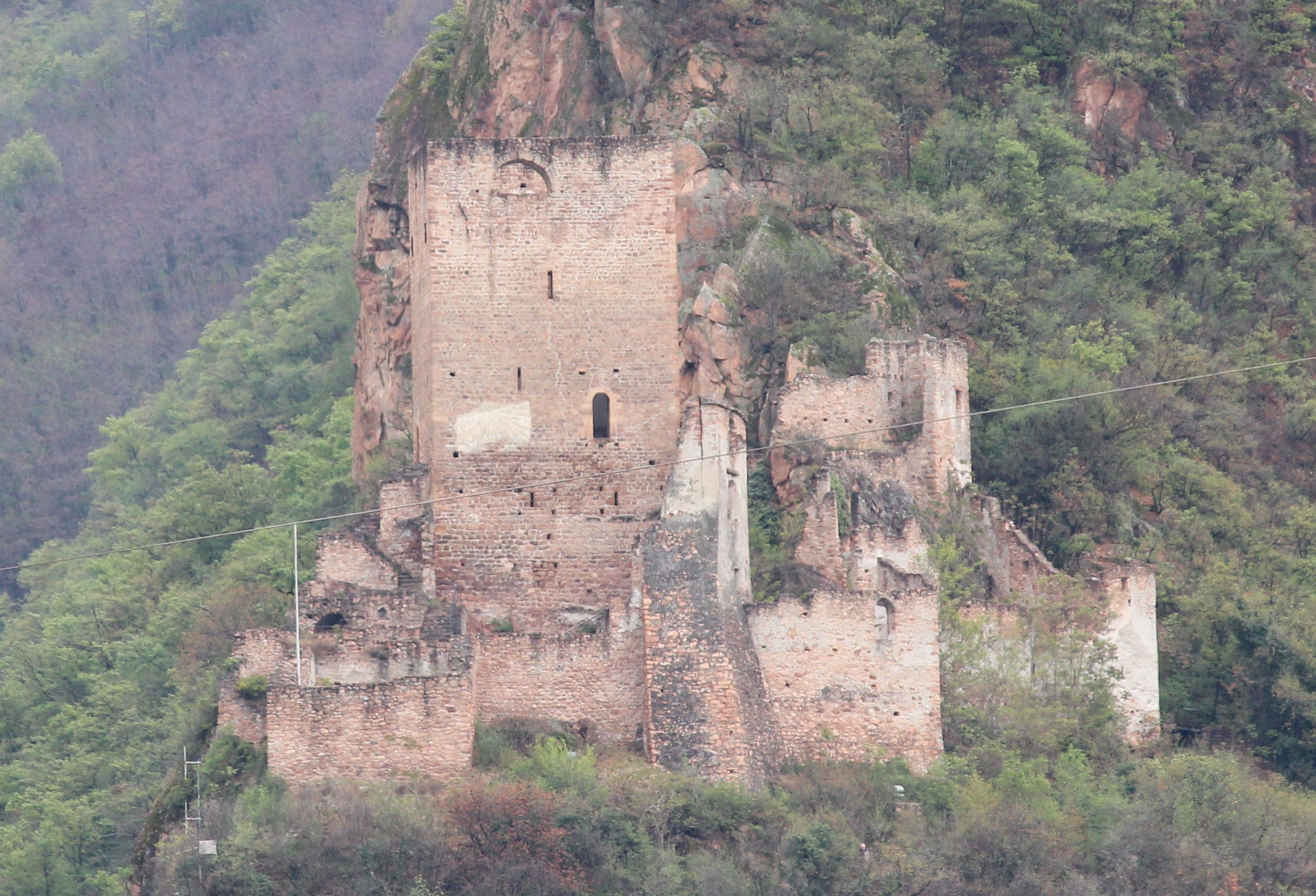
Burgruine Neuhaus (Terlan)
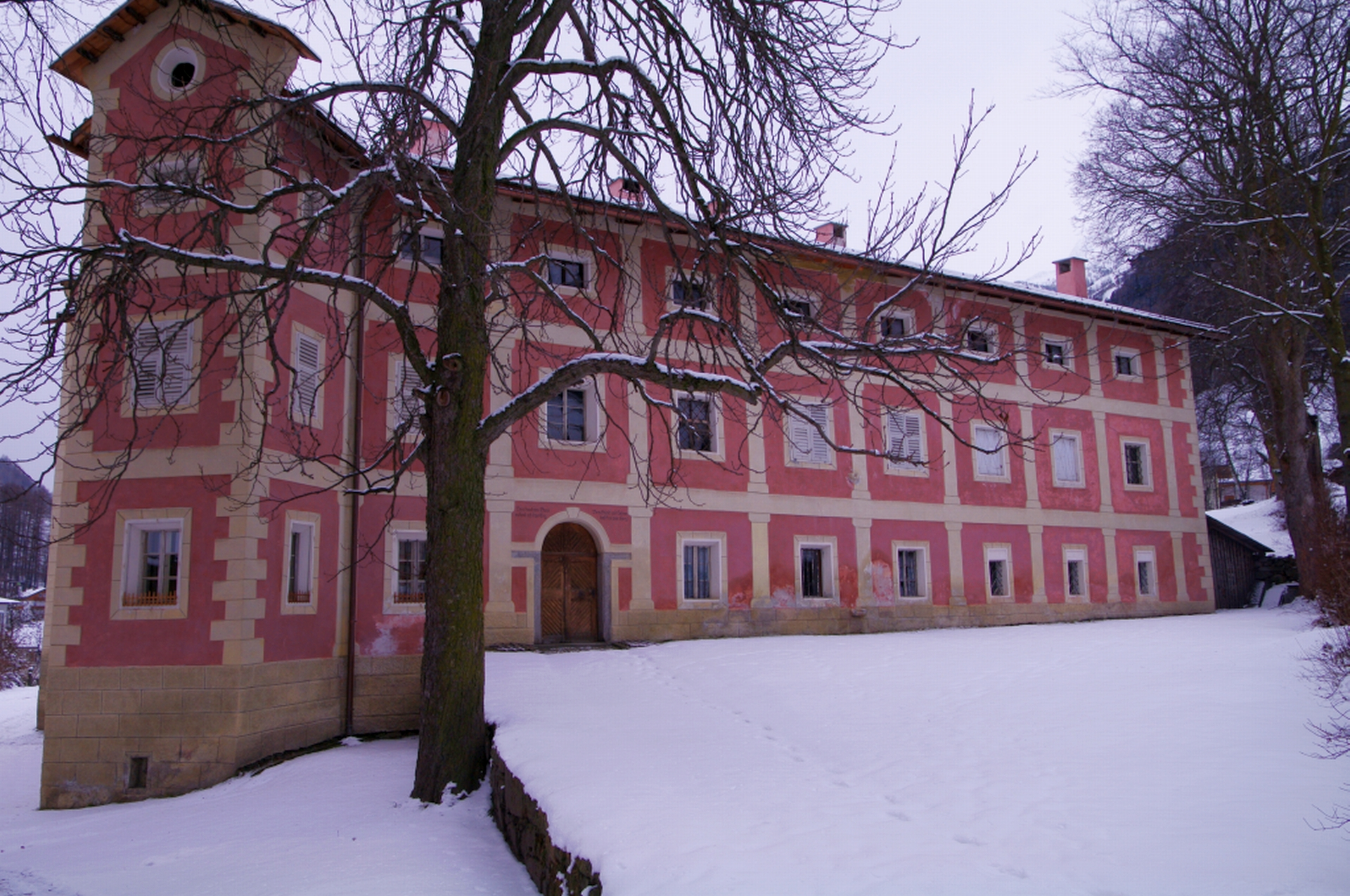
Ansitz Gassegg in Steinhaus
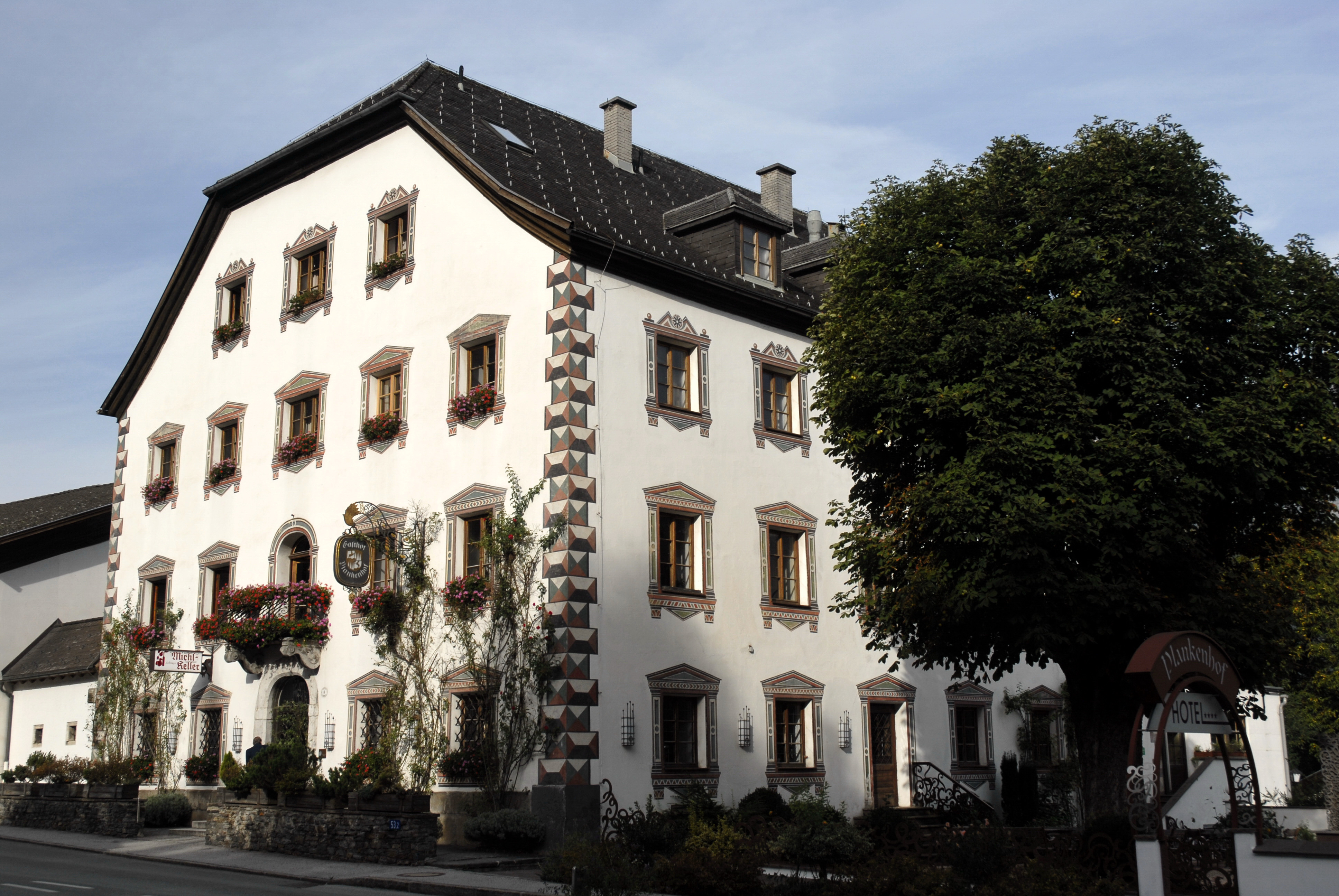
Plankenhof in Pill
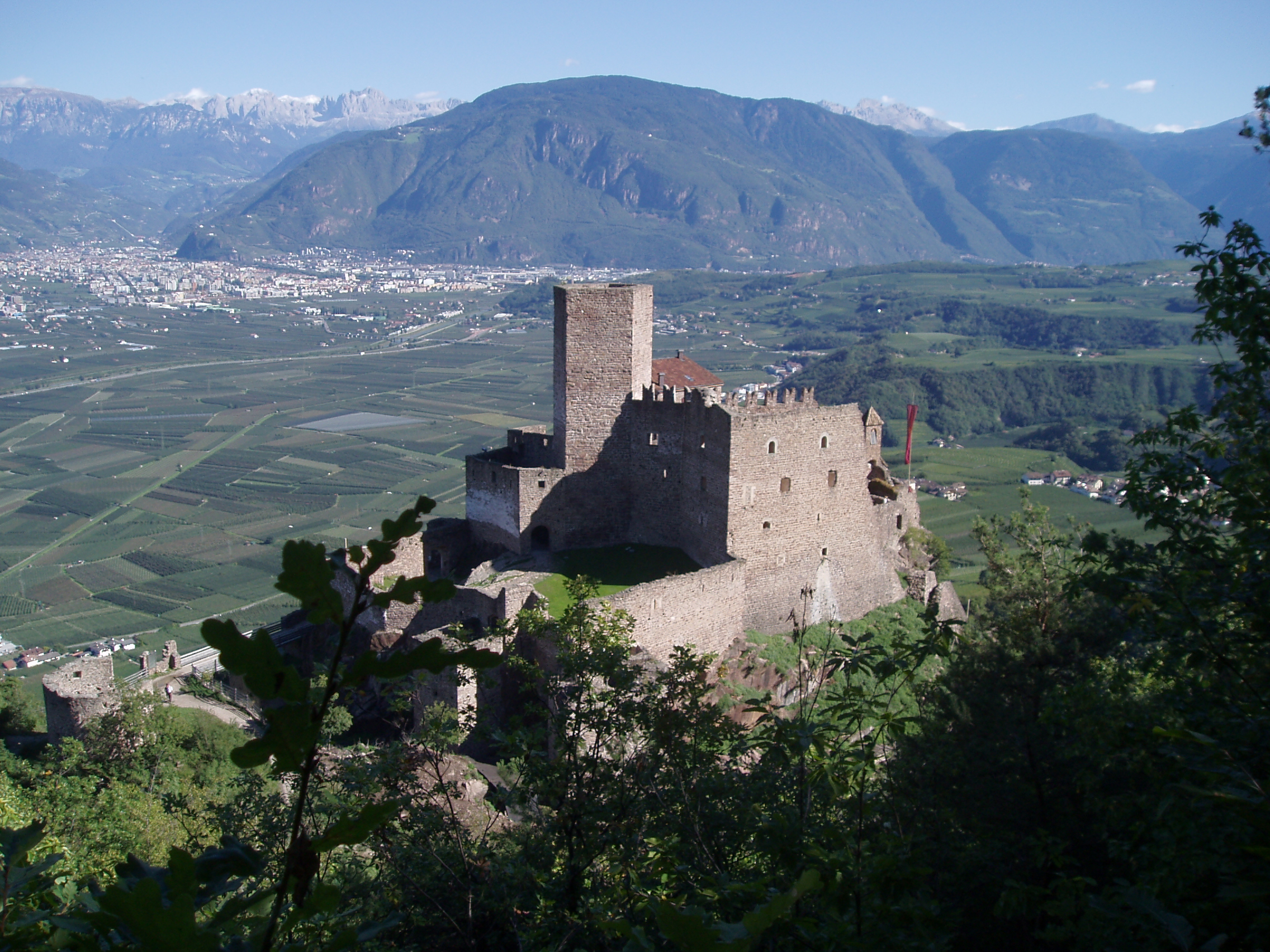
Burg Hocheppan, im Hintergrund Bozen